# 苏州高新技术产业开发区
苏州高新技术产业开发区于1990年11月开发建设，1992年11月被中华人民共和国国务院批准为国家级高新技术产业开发区。现该开发区与虎丘区政府机构合署办公。

## 行政区划
苏州市虎丘区始建于1951年，当时称郊区，由吴县划出城东、城西两区组成，2000年9月8日被批准改名为虎丘区，下辖横塘、虎丘、浒墅关3个镇和白洋湾街道、浒墅关经济开发区。2002年9月，苏州市委、市政府对新区、虎丘区、相城区、吴中区等进行了区划调整，将虎丘区虎丘镇和白洋湾街道以及横塘镇的部分村划出；由相城区和吴中区划入通安镇和东渚镇、镇湖街道，建立苏州高新区、虎丘区。
苏州高新区（虎丘区）现下辖狮山、枫桥、横塘、镇湖、东渚5个街道及浒墅关、通安2个镇，下设科技城、浒墅关经济开发区、苏州西部生态城、苏州高新区出口加工区和保税物流中心。

## 交通
苏州高新区距苏南硕放国际机场16公里、上海虹桥国际机场90公里、上海浦东国际机场130公里，距上海港100公里、张家港港口90公里、太仓港70公里、常熟港60公里。沪宁高速公路、苏州绕城高速公路、312国道、京沪铁路、沪宁城际高速铁路、京沪高速铁路、京杭大运河从境内穿过，建设中的世纪大道横贯东西。